# العلاقات اليابانية البلجيكية
العلاقات اليابانية البلجيكية هي العلاقات الثنائية التي تجمع بين اليابان وبلجيكا.

## مقارنة بين البلدين
هذه مقارنة عامة ومرجعية للدولتين:
| وجه المقارنة                                              | اليابان         | بلجيكا                                                                              |
| --------------------------------------------------------- | --------------- | ----------------------------------------------------------------------------------- |
| المساحة (كم2)                                             | 377.97 ألف      | 30.53 ألف                                                                           |
| عدد السكان (نسمة)                                         | 126.79 مليون    | 11.37 مليون                                                                         |
| الكثافة السكانية (ن./كم²)                                 | 335.45          | 372.42                                                                              |
| العاصمة                                                   | طوكيو           | بروكسل                                                                              |
| اللغة الرسمية                                             | اللغة اليابانية | اللغة الهولندية، لغة فرنسية، اللغة الألمانية                                        |
| العملة                                                    | ين ياباني       | يورو، فرنك بلجيكي                                                                   |
| الناتج المحلي الإجمالي (بليون دولار)                      | 4.87 تريليون    | 492.68 مليار                                                                        |
| الناتج المحلي الإجمالي (تعادل القوة الشرائية) بليون دولار | 5.18 تريليون    | 514.74 مليار                                                                        |
| الناتج المحلي الإجمالي الاسمي للفرد دولار أمريكي          | 34.52 ألف       | 40.32 ألف                                                                           |
| الناتج المحلي الإجمالي للفرد دولار أمريكي                 | 36.62 ألف       | 43.44 ألف                                                                           |
| مؤشر التنمية البشرية                                      | 0.903           | 0.890                                                                               |
| رمز المكالمات الدولي                                      | +81             | +32                                                                                 |
| رمز الإنترنت                                              | .jp             | .be                                                                                 |
| المنطقة الزمنية                                           | توقيت اليابان   | توقيت وسط أوروبا، ت ع م+01:00، ت ع م+02:00، توقيت وسط أوروبا الصيفي، أوروبا/بروكسل ‏ |

## مدن متوأمة
في ما يلي قائمة باتفاقيات التوأمة بين مدن يابانية وبلجيكية:
- ترتبط هيميجي مع شارلوروا باتفاقية توأمة منذ 1965.
- ترتبط أوغاكي مع نامور باتفاقية توأمة.
- ترتبط ناغاكوتي مع واترلو باتفاقية توأمة.
- ترتبط هانيا مع Durbuy [الإنجليزية]‏ باتفاقية توأمة.
- ترتبط هيروشيما مع يبر باتفاقية توأمة منذ 1983.
- ترتبط كانازاوا مع غنت باتفاقية توأمة.

## منظمات دولية مشتركة
يشترك البلدان في عضوية مجموعة من المنظمات الدولية، منها:
| علم المنظمة | اسم المنظمة                               | تاريخ انضمام اليابان | تاريخ انضمام بلجيكا |
| ----------- | ----------------------------------------- | -------------------- | ------------------- |
|             | الوكالة الدولية للطاقة                    | ?                    | ?                   |
|             | منظمة التجارة العالمية                    | ?                    | ?                   |
|             | الأمم المتحدة                             | 18 ديسمبر 1956       | 27 ديسمبر 1945      |
|             | الاتحاد الدولي للاتصالات                  | 29 يناير 1879        | 1866                |
|             | منظمة التعاون الاقتصادي والتنمية          | ?                    | ?                   |
|             | يونسكو                                    | 2 يوليو 1951         | 29 نوفمبر 1946      |
|             | الاتحاد البريدي العالمي                   | ?                    | ?                   |
|             | مؤسسة التنمية الدولية                     | 27 ديسمبر 1960       | 2 يوليو 1964        |
|             | منظمة حظر الأسلحة الكيميائية              | ?                    | ?                   |
|             | نظام تحكم تكنولوجيا القذائف               | 1987                 | 1990                |
|             | وكالة ضمان الاستثمار متعدد الأطراف        | 12 أبريل 1988        | 18 سبتمبر 1992      |
|             | منظمة الشرطة الجنائية الدولية             | ?                    | ?                   |
|             | المنظمة الهيدروغرافية الدولية             | ?                    | ?                   |
|             | مؤسسة التمويل الدولية                     | 20 يوليو 1956        | 27 ديسمبر 1956      |
|             | بنك التنمية الآسيوي                       | 1966                 | 1966                |
|             | البنك الدولي للإنشاء والتعمير             | 13 أغسطس 1952        | 27 ديسمبر 1945      |
|             | البنك الإفريقي للتنمية                    | ?                    | ?                   |
|             | مجموعة الموردين النوويين                  | ?                    | ?                   |
|             | الفريق المعني برصد الأرض                  | ?                    | ?                   |
|             | مجموعة أستراليا                           | 1985                 | 1985                |
|             | المركز الدولي لتسوية المنازعات الاستشارية | 16 سبتمبر 1967       | 26 سبتمبر 1970      |

## أعلام
هذه قائمة لبعض الشخصيات التي تربطها علاقات بالبلدين:
- كينموتشي سايونجي (سياسي ياباني، 23 أكتوبر 1849[24] – 24 نوفمبر 1940[24][25])
- يومي لامبرت (عارضة بلجيكية، 11 أبريل 1995 – )

## وصلات خارجية
- موقع وزارة الخارجية اليابانية
- موقع وزارة الخارجية البلجيكية